# Того
Того (на френски: Togo), официално название Тогоанска република (на френски: République togolaise), е държава в Западна Африка. Граничи с Гана на запад, с Бенин на изток и с Буркина Фасо на север, а на юг има излаз към бреговете на Гвинейския залив, където е разположена столицата Ломе. С площ около 57 000 квадратни километра Того е една от най-малките държави в Африка, а населението ѝ е към 7,5 милиона души.

## География

### Географско положение, граници, брегове
Того е държава в Западна Африка, разположена покрай северния бряг на Гвинейския залив на Атлантическия океан. На запад граничи с Гана (дължина на границата 877 km), на север – с Буркина Фасо (126 km), а на изток – с Бенин (644 km). Обща дължина на сухоземните, в т.ч. речни граници 1647 km. На юг се мие от водите на Гвинейския залив на Атлантическия океан с дължина на бреговата линия 56,8 km. Бреговата линия е праволинейна, слабо разчленена. Страната има удължена форма от север на юг с дължина 580 km и ширина от запад на изток до 135 km. Крайните точки на Того са:
- на север – 11°08′ с.ш., на границата с Буркина Фасо;
- на юг – 6°07′ с.ш., на брега на Атлантическия океан, на границата с Гана, о столицата Ломе;
- на запад – 0°09′ з.д., на границата с Гана;
- на изток – 1°49′ з.д., на границата с Бенин, на десния бряг на река Моно.

### Релеф, геоложки строеж, полезни изкопаеми
Южната част на страната е заета от приморска акумулативна низина с няколко лагуни, а в останалата част преобладават сабохълмистите цокълни равнини и плато в надморска височина от 200 до 400 m. През страната от югозапад на североизток се простира ниската планина Того (средна височина 700 m), която постепенно се разпада на север в отделни хълмисти групи. Най-високата точка на Того се намира в масива Агоу (Бауман 986 m).
В геоложкия строеж на страната участват главно нагънатите скалисти формации от архая (системата Дахомей), долния и горния протерозой (сериите Атакора и Буем, от Западноафриканския нагънат пояс), полегато залягащите комплекси от горния протерозой (системата Волта и синеклизата Волта), палеоген-антропогеновите наслаги от падината Нигер и кредно-кайнозойски слоеве на крайбрежните равнини. Основните полезни изкопаеми в Того са железните руди (запаси около 100 млн. т), свързани с пясъчниците, кварцитите и тилитите от системата Буем, а находищата на злато са привързани към кварцовите жили. Най-големите залежи на фосфорити са открити в еоценските седименти, в крайбрежните части на Того, в района на Акупаме (запаси около 100 млн. т). Други по-важни полезни изкопаеми са варовик при Атакпаме (запаси от 200 млн. т.), мед при Палиме, боксит, хромови руди, графит, мрамор при Талигбо (20 млн. т).

### Климат, води, почви, флора, фауна
Климатът на Того е субекваториален, по крайбрежието са два максимума (от март до юни и през септември и октомври) и два минимума на валежите. Във вътрешността на страната има един дъждовен летен (от април-май до септември-октомври) и един сух зимен сезон. Средните месечни температури варират от 20 – 25 °C до 28 – 32 °C, а годишната сума на валежите – от 750 – 1000 mm до 1400 – 1500 mm.
Най-големите реки са Моно (дължина 467 km), протичаща изцяло на територията на Того и част от горното течение на река Оти (900 km) – в северната част. През дъждовния период те са многоводни, а през сухия период нивото им силно спада.
По-голямата част от територията на Того е заета от високотревисти савани, развити върху червени фералитни почви. По склоновете на планината Того и по долините на реките растат вечнозелени гори, а по крайбрежието – храстовидна растителност и кокосови палми. Фауната е представена от биволи, лъвове, леопарди, жирафи, антилопи, чакали. В горите има много маймуни, птици и змии. Голям е броят на насекомите: термити, муха цеце и др.

## История
Археологическите находки свидетелстват за сравнително високо равнище на материалната култура на най-древните заселници на страната. Много от населяващите днес Того народи – еве, йоруба и др. – са се преселили тук още през средните векове от съседните територии. Няма много информация за Того преди идването на португалците в страната през късния 15 век. През периода 11 – 16 век различни племена нахлуват в региона от няколко посоки. Повечето се установяват по бреговата линия. В средата на 15 век по крайбрежието проникват португалци, които извозват роби към Америка. Когато търговията с роби се разширила през 16 век, племената Мина имали най-голяма полза. През следващите двеста години регионът е един от основните източници на роби за Европа. Того и заобикалящите го региони получили името „Робския бряг“. Търговията с роби през 17 – 18 век нараства до огромни размери, обезлюдява крайбрежието на Гвинейския залив и задълго задържа историческото развитие на тези народи. През 19 в. на територията на Того се образуват големи племенни съюзи със силна централна власт. През 1884 г. е подписано споразумение, с което Германия обявява брега и вътрешните територии за свой протекторат. През периода 1891 – 1901 г. избухват многочислени въстания. До края на Първата световна война страната е немска колония. След Първата световна война Англия и Франция си поделят територията на Того. До 1946 г. Того е подмандатна територия на ОН, а след това става подопечна територия на ООН, управлявана от Англия и Франция. След Втората световна война се разгръща движение за национална независимост и през 1957 г. Британско Того (33 хил. кв. км) се присъединява чрез референдум към Гана. През август 1956 г. Франция предоставя вътрешна автономия, а през октомври същата година след провеждане на референдум Френско Того става автономна република, управлявана от френски върховен комисар. На 27 април 1960 г. Того става независима република. При проведените избори партията „Тогоанско единство“ печели изборите и съставя правителство, като нейният лидер С. Олимпио става първи президент на Того. Още през следващата година е въведен еднопартиен режим и опозиционните партии са забранени. През 1963 г. чрез военен преврат властта преминава в ръцете на коалиционно правителство. През 1967 г. нов военен преврат довежда на власт Гнасингбе Ейадема. Отново всички партии са забранени, а от ноември 1969 г. е установен еднопартиен режим. През януари 1972 г. е проведен референдум, с който се узаконява положението на Ейадема като държавен глава. През декември 1979 г. се провеждат избори за депутати в Националното събрание и е приета нова конституция. Того изиграва значителна роля при създаването на икономическата общност на западноафриканските страни, чийто фонд се намира в Ломе. През януари 1980 г. е приет закон за освобождаване на селяните от данъци, за повишаване на заплатите в държавните учреждения и частния сектор с 10%. България установява дипломатически отношения с Того през 1974 г.

## Население
Неравномерно разпределено – предимно съсредоточено по крайбрежието и североизточните райони. Населението обхваща около 45 народи и етнически групи. Южната и централната част са населени от народите на гвинейската езикова група: еве, мина, уачи, фор, аджа, йоруба, ана и др. Към народите от езиковата група гур (около 40%) спадат кабре, лосо, котоколи, чокоси, басари и др. Има още фулбе, моси, хауса, неафриканци (французи и ливано-сирийци), живеещи предимно в градовете и по крайбрежието. В селата преобладават племенно-родови отношения.

## Държавно устройство
Глава на република Того е президент, избиран за 5 години. Той е главнокомандващ армията, има право на законодателна инициатива и може да разпуска Националното събрание (парламента). Изпълнителната власт се осъществява от президента и правителството. Законодателната власт принадлежи на Националното събрание – еднопалатен парламент от 81 депутати, избирани за 4 години.

### Административно деление
Того е разделена на 5 региона, които са подразделени на 30 префектури и 1 комуна.
Регионите са:
- Централен регион
- Кара
- Маритим
- Плато
- Саван

## Икономика
На земеделието се пада основният дял в икономиката на Того. То генерира 40% от БВП. Основните култури, които се отглеждат са памук, какао и кафе. Отглеждат се и царевица, касава, ямс, фъстъци, сорго и просо. Столицата Ломе има голямо пристанище, което играе важна роля за снабдяването със стоки не само на Того, но и на Буркина Фасо, Нигер и Мали. Страната е важен преразпределителен център за регионален износ на автомобили втора ръка, парфюми, алкохол и цигари. Голямото маршѐ (от френски – пазар) в Ломе предлага широка гама от вносни стоки и местни ръчни производства. Добивът на фосфати също има значителен принос за икономиката – Того е на четвърто място в света по производство на тази суровина. БВП (ППС) на страната е $5,43 млрд., на глава от населението – $900. Основен търговски партньор е Китай. Того е слабо развита аграрна страна, силно зависима от външния пазар, с монокултурно стопанство. Три стоки: кафе, какао и фосфати, обхващат 77,7% от стойността на износа. В икономиката господства чуждият капитал. Селското стопанство е основен отрасъл на икономиката. Производството за вътрешно потребление е недостатъчно, което налага внос на ориз пшеница и др. Обща селскостопанска площ 1600 хил. ха, в т. ч. 84,3% обработваема, 4% с постоянни култури и 12,5% ливади и пасища. Горските площи заемат само 0,6% от общата площ на страната. Добивите са ниски, което се дължи на изостаналите методи за обработка на земята, липсата на механизация, на вода, неприлагане на торове.
Докато основните хранителни продукти (маниока, царевица, просо, ямс, ориз) се отглеждат в почти всички части на страната, износните култури (какао и кафе) заемат една малка част от използваната площ и лежат във влажните западни райони на платото и планината. В източната част на страната се отглежда памук; фъстъци се садят в средната част на Того, кокосови и маслодайни палми – в крайбрежните райони. Животновъдството е пасищно, натурално и играе подчинена роля. Стадата във вътрешността на страната страдат от периодичната липса на вода. Отглеждат се от номади, най-често от племето фулбе. Отглеждането на едър рогат добитък (особено в средните части на Того) служи по-скоро за престиж на притежателите, отколкото за икономически цели. Гори има главно в централните райони и по-високите части на страната. Някогашните значителни масиви в голяма степен са унищожени (особено в южната част на страната) за създаване на селскостопански площи. Днес правителството се стреми да запази особено ценните видове и да увеличи горските площи чрез залесяване предимно с породата тик. Риболовът е примитивен. Крайбрежният риболов е сезонен, като целогодишен е само в лагуните. Липсата на хладилни инсталации и преработвателни предприятия затруднява развитието на този отрасъл. Того има слаба енергийна база. 45% от снабдяването с електроенергия е в ръцете на държавата. В столицата и някои областни градове работят електроцентрали с вносни нефтени продукти. Минните и някои промишлени предприятия имат собствени електроцентрали. Голямо количество от необходимата електроенергия се внася от Гана. Значението на добивната промишленост непрекъснато расте. Фосфатните залежи при езерото Того се експлоатират от Т. КОТОМИБ. Известните големи находища на желязна руда (40% съдържание на метал), мед, хромит, боксит, доломит все още не са достатъчно разработени.

## Култура
Културата на Того отразява влиянията на многобройните му етнически групи, най-големите и влиятелни от които са еве, мина, тем, чамба и кабре.

### Език
Освен местните езици в страната се използва като официален френския език в администрацията и обществения живот. Образованието се осъществява по френски образец. Освен държавни училища, където образованието е безплатно, но не задължително, има голям брой мисионерски и други частни училища.

### Религия
Около 50% от населението на страната са анимисти. Другите основни религии в страната са християнството – 35% и ислямът – 15%.

### Спорт
Както в по-голямата част от Африка футболът е най-популярната игра в Того. До 2006 страната е много малка сила в световния футбол, но подобно на близките нации като Сенегал, Нигерия и Камерун и Того успява да се класира за световното първенство през 2006 г. Тимът на страната е елиминиран от другите отбори в групата (Южна Корея, Швейцария и Франция), но въпреки това е успех за малката западноафриканска република.